# Gran Premi de San Marino de 2006
Resultats del Gran Premi de San Marino de Fórmula 1 de la temporada 2006 disputat a l'Autodromo Enzo e Dino Ferrari el 23 d'abril del 2006.

## Classificació

### Graella de sortida
Temps de qualificació de les tres tandes.
| Pos. | País                                | Nom                  | Equip                 | Part 3   | Part 2   | Part 1   |
| ---- | ----------------------------------- | -------------------- | --------------------- | -------- | -------- | -------- |
| 1    | Germany                             | Michael Schumacher   | Ferrari               | 1:22.795 | 1:22.579 | 1:24.598 |
| 2    | Bandera del Regne Unit              | Jenson Button        | Honda                 | 1:22.988 | 1:23.749 | 1:24.480 |
| 3    | Brazil                              | Rubens Barrichello   | Honda                 | 1:23.242 | 1:23.760 | 1:24.727 |
| 4    | Brazil                              | Felipe Massa         | Ferrari               | 1:23.702 | 1:23.595 | 1:24.884 |
| 5    | Spain                               | Fernando Alonso      | Renault               | 1:23.709 | 1:23.743 | 1:23.536 |
| 6    | Germany                             | Ralf Schumacher      | Toyota                | 1:23.772 | 1:23.565 | 1:24.370 |
| 7    | Colombia                            | Juan Pablo Montoya   | McLaren - Mercedes    | 1:24.021 | 1:23.760 | 1:24.960 |
| 8    | Finland                             | Kimi Räikkönen       | McLaren - Mercedes    | 1:24.158 | 1:23.190 | 1:24.259 |
| 9    | Italy                               | Jarno Trulli         | Toyota                | 1:24.172 | 1:23.727 | 1:24.446 |
| 10   | Australia                           | Mark Webber          | Williams - Cosworth   | 1:24.795 | 1:23.718 | 1:24.992 |
| 11   | Italy                               | Giancarlo Fisichella | Renault               |          | 1:23.771 | 1:24.434 |
| 12   | Canada                              | Jacques Villeneuve   | Sauber - BMW          |          | 1:23.887 | 1:25.081 |
| 13   | Germany                             | Nico Rosberg         | Williams - Cosworth   |          | 1:23.966 | 1:24.495 |
| 14   | Bandera d'Escòcia                   | David Coulthard      | Red Bull - Ferrari    |          | 1:24.101 | 1:24.849 |
| 15   | Germany                             | Nick Heidfeld        | Sauber - BMW          |          | 1:24.129 | 1:25.410 |
| 16   | Italy                               | Vitantonio Liuzzi    | Toro Rosso - Cosworth |          | 1:24.520 | 1:24.879 |
| 17   | Austria                             | Christian Klien      | Red Bull - Ferrari    |          |          | 1:25.410 |
| 18   | Bandera dels Estats Units d'Amèrica | Scott Speed          | Toro Rosso - Cosworth |          |          | 1:25.437 |
| 19   | Portugal                            | Tiago Monteiro       | MF1 - Toyota          |          |          | 1:26.820 |
| 20   | Països Baixos                       | Christijan Albers    | MF1 - Toyota          |          |          | 1:27.088 |
| 21   | Japan                               | Takuma Sato          | Super Aguri - Honda   |          |          | 1:27.609 |
| 22   | Japan                               | Yuji Ide             | Super Aguri - Honda   |          |          | 1:29.282 |

### Cursa
| Pos. | No | País                   | Pilot                | Equip                 | Voltes | Temps/ Retirada | Pos. de sortida | Punts |
| ---- | -- | ---------------------- | -------------------- | --------------------- | ------ | --------------- | --------------- | ----- |
| 1    | 5  | Germany                | Michael Schumacher   | Ferrari               | 62     | 1h 31' 06. 486  | 1               | 10    |
| 2    | 1  | Spain                  | Fernando Alonso      | Renault               | 62     | + 2.0 s         | 5               | 8     |
| 3    | 4  | Colombia               | Juan Pablo Montoya   | McLaren - Mercedes    | 62     | + 15.8 s        | 7               | 6     |
| 4    | 6  | Brazil                 | Felipe Massa         | Ferrari               | 62     | + 17.0 s        | 4               | 5     |
| 5    | 3  | Finland                | Kimi Räikkönen       | McLaren - Mercedes    | 62     | + 17.5 s        | 8               | 4     |
| 6    | 9  | Australia              | Mark Webber          | Williams - Cosworth   | 62     | + 37.7 s        | 10              | 3     |
| 7    | 12 | Bandera del Regne Unit | Jenson Button        | Honda                 | 62     | + 39.6 s        | 2               | 2     |
| 8    | 2  | Italy                  | Giancarlo Fisichella | Renault               | 62     | + 40.2 s        | 11              | 1     |
| 9    | 7  | Germany                | Ralf Schumacher      | Toyota                | 62     | + 45.5 s        | 6               |       |
| 10   | 11 | Brazil                 | Rubens Barrichello   | Honda                 | 62     | + 1' 17.8 min.  | 3               |       |
| 11   | 10 | Germany                | Nico Rosberg         | Williams - Cosworth   | 62     | + 1' 19.6 min.  | 13              |       |
| 12   | 17 | Canada                 | Jacques Villeneuve   | Sauber - BMW          | 62     | + 1' 22.3 min.  | 12              |       |
| 13   | 16 | Germany                | Nick Heidfeld        | Sauber - BMW          | 61     | + 1 Volta       | 15              |       |
| 14   | 20 | Italy                  | Vitantonio Liuzzi    | Toro Rosso - Cosworth | 61     | + 1 Volta       | 16              |       |
| 15   | 21 | USA                    | Scott Speed          | Toro Rosso - Cosworth | 61     | + 1 Volta       | 18              |       |
| 16   | 18 | Portugal               | Tiago Monteiro       | MF1 - Toyota          | 60     | + 2 Voltes      | 19              |       |
| Ret  | 14 | Bandera d'Escòcia      | David Coulthard      | Red Bull - Ferrari    | 47     | Palier          | 14              |       |
| Ret  | 22 | Japan                  | Takuma Sato          | Super Aguri - Honda   | 44     | Prob. mecànics  | 21              |       |
| Ret  | 15 | Austria                | Christian Klien      | Red Bull - Ferrari    | 40     | Hidràulics      | 17              |       |
| Ret  | 23 | Japan                  | Yuji Ide             | Super Aguri - Honda   | 33     | Suspensions     | 22              |       |
| Ret  | 8  | Italy                  | Jarno Trulli         | Toyota                | 5      | Direcció        | 9               |       |
| Ret  | 19 | Països Baixos          | Christijan Albers    | MF1 - Toyota          | 0      | Accident        | 20              |       |

## Altres
- Pole: Michael Schumacher 1' 22.795

- Volta ràpida: Fernando Alonso 1' 24.569 (a la volta 23)

- Aquest és de moment l'últim GP de San Marino disputat.